# 大竹誠
大竹 誠（おおたけ まこと、1944年 - )は、日本の建築・デザイン・都市評論家。

## 略歴
東京都生まれ。武蔵野美術大学卒業。遺留品研究所、現代デザイン研究所を設立、東京造形大学教授を経て、同大学で教える。漢字漫画倶楽部主宰。

## 著書
- 『アーバン・テクスチュア』住まい学大系 住まいの図書館出版局 1996
- 『街の忘れがたみ 寄り道少年の夢』ギャップ出版 1999
- 『街の忘れがたみ 寄り道少年の夢』ギャップ出版 1999
- 『新発見より道街あるき』パロル舎 2008
- 『初めてデザインを学ぶ人のために ある大学授業の試み』論創社 2009

### 共編著・監修
- 『風呂屋の富士山』町田忍共著 ファラオ企画 1994
- 『住み心地はどうですか? 日本人とすまい』リビングデザインセンターOZONE企画, 柏木博共監修 建築資料研究社 2005
- 『ザ・キムラカメラ』木村恒久構成, 榎本了壱,佐野寛,本郷活平共著 パロル舎 2006
- 『漢字漫画』編 論創社 2010
- 『愉快な家 西村伊作の建築』黒川創,藤森照信,坂倉竹之助,田中修司共著 INAX出版 2011